# Bäckby, Västerås
Bäckby är ett bostadsområde och en stadsdel i västra Västerås. Området avgränsas av E18, Riksväg 66 (Surahammarsvägen), Köpingsvägen och Järnbruksgatan.
Bäckby uppfördes huvudsakligen inom ramen för miljonprogrammet.
Området avgränsas av E18, Surahammarsvägen, Köpingsvägen och Järnbruksgatan. Angränsande stadsdelar är i öster Råby och Hammarby, i söder Saltängen och Hacksta och i väster Skälby.

## Bäckby centrum
I Bäckby centrum finns kronans apotek, Ica supermarket, Melkis pizzeria, Bäckby bibliotek, Nef clinic Ararats livsmedel, Bäckby tobak, Bäckby vårdcentral och BVC. Det finns också en kyrka, Bäckbykyrkan, uppförd 1974. Kyrkan används gemensamt av Västerås Lundby församling och EFS i Västerås.

## Utbildning
Bäckby har förskola och grundskola, bland annat Fridhemskolan (träningsskola och gymnasiesärskola), Hällbyskolan (förskola-skolår 5), Rösegårdskolan (förskola-skolår 6).

## Befolkning
Bäckby hade cirka 8 500 invånare år 2017. Andelen invånare med utländsk bakgrund uppgick enligt 2017 års statistik till 54 procent. Den öppna arbetslösheten i Bäckby samma år var 7 procent, jämfört med en öppen arbetslöshet på 4 procent för hela Västerås. Ohälsotalet i Bäckby var samma år i genomsnitt totalt 39 dagar, jämfört med ett ohälsotal på i genomsnitt totalt 25 dagar för hela Västerås.
Stadsdelen är med på med polisens lista över utsatta områden i Sverige 2017.

## Brottslighet och brottsförebyggande verksamhet
Enligt statistik från 2006, framtagen av Västerås stad, var Bäckby vid en jämförelse det område som hade högst arbetslöshet, brottslighet och ohälsotal i Västerås. Ett pilotprojekt för att göra Bäckby tryggare och undersöka hur polis och kommun kan samverka bättre för att minska brottslighet inleddes av Västerås stad i samarbete med polisen 2009. Samverkan mellan kommun och polis ledde till att antalet anmälda brott i området under första halvåret 2010 minskade till 410 från tidigare cirka 460. Kommunstyrelsen i Västerås avsatte en miljon kronor för fortsatt satsning på Bäckby.
Bäckby betraktas av polisen som ett utsatt område. Med det menas ett geografiskt avgränsat område som karaktäriseras av en låg socioekonomisk status och där de kriminella har en inverkan på lokalsamhället.